# ویکتور ایفچنکو
ویکتور ایفچنکو (انگلیسی: Viktor Ivchenko; ۲۲ اکتبر ۱۹۱۲ – ۶ نوامبر ۱۹۷۲) کارگردان فیلم، و فیلم‌نامه‌نویس اهل امپراتوری روسیه بود.
وی همچنین برندهٔ جوایزی همچون نشان پرچم سرخ کار و نشان لنین شده‌است.